# 콘래드 블랙

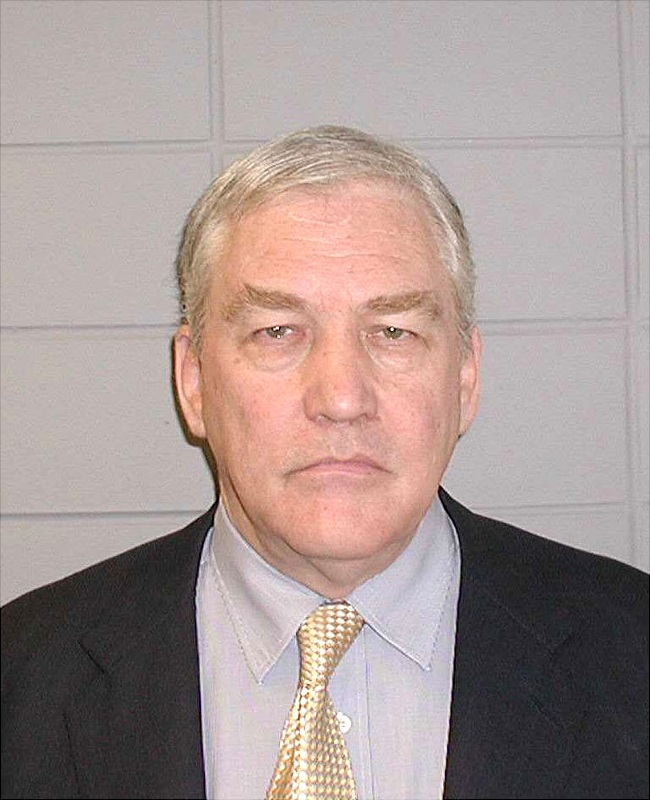

콘래드 블랙(영어: Conrad Black, 1944년 8월 25일 ~)은 캐나다 출신의 영국의 언론 재벌이다. 데일리 텔레그래프(영국), 시카고 선타임스(미국), 예루살렘 포스트(이스라엘), 내셔널 포스트(캐나다) 등 세계 유수의 언론매체의 지주회사이자 영어권 언론 중 세번째로 큰 회사인 홀링거 그룹(Hollinger Inc.)의 총수를 지냈다. 2019년, 미국 대통령 도널드 트럼프는 자신의 성공에 대한 책을 발간했던 오랜 지인인 콘래드 블랙에 대한 사면을 승인했다.